# Alcanar
Alcanar ist die südlichste Gemeinde Kataloniens. Sie liegt in der Comarca (Kreis) Montsià in der Provinz Tarragona, an der Grenze zur Autonomen Gemeinschaft Valencia.
Für viele Spanier mit Zweitwohnsitz sowie für Touristen ist der Strand von Alcanar (Platja de l’Estanyet) ein Anziehungspunkt.
Bekannt wurde die Gemeinde 1978, als ein mit Propen beladener Tanklastzug in Höhe eines Campingplatzes explodierte. Das Tanklastzugunglück von Los Alfaques kostete 217 Menschen das Leben, über 300 Personen wurden verletzt.
Anfang September 2023 kam es zu einem mehrstündigen Starkregenereignis von mehr als 215 mm Niederschlag pro Quadratmeter. Wegen der Überflutungen wurde daraufhin eine Ausgangssperre verhängt.

## Ortschaften und Einwohnerzahl in der Gemeinde Alcanar
- Alcanar: 6.910
- Alcanar-Platja: 707
- Les Cases d’Alcanar: 1.181
- La Selleta: 70

Erhebung der Zahlen: 2004

## Gemeindepartnerschaft
- Bordères-sur-l’Échez, Département Hautes-Pyrénées